# Вощанка
Вощанка (Cerinthe) — рід квіткових рослин родини Boraginaceae. Рід характеризується чашечкою, що складається з окремих, а не зрощених, чашолистків, трубчастого віночка та шизокарпічного плоду, який ділиться на дві частини при зрілості, на відміну від більшості представників родини, де плід розпадається на чотири горішки. Рід поширений у Середземномор’ї, починаючи від Ірано-Туранського регіону на сході до Марокко на заході. В Україні росте вощанка мала.
Згідно з Plants of the World Online розрізняють 6 видів: Cerinthe glabra Mill., Cerinthe major L., Cerinthe minor L., Cerinthe palaestina Eig & Sam., Cerinthe retorta Sm., Cerinthe tenuiflora Bertol.

## Використання
Багато видів культивуються як декоративні рослини. Усі вони найкраще ростуть у захищених місцях або в півтіні. Розмножують їх насінням або діленням.